# Лаврентійська височина

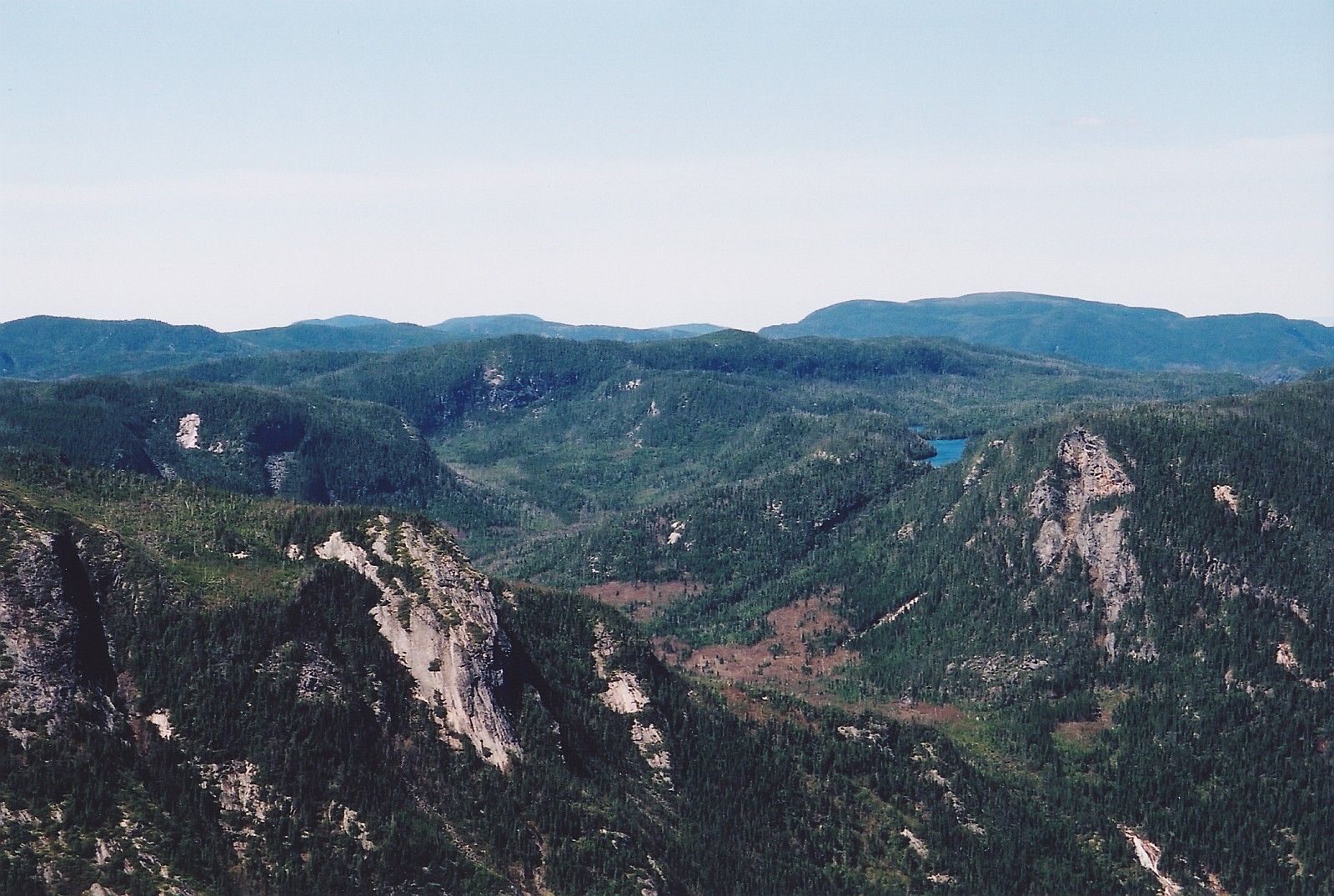

Лаврентійська височина — височина на північному сході Північної Америки. Має площу близько 5 млн км², переважні висоти 200—400 м. Розташована в поясі помірного і субарктичного клімату.
Термін «Лаврентійська височина» є ширшим, ніж Лаврентійські гори, які є частиною височини.

## Географія
Розташовується на території Канади і частково США. На південному сході межує з Аппалачами, на південному заході — з Великими рівнинами, на заході — з низовиною Маккензі, на півночі — з низовиною Гудзонової затоки, а на півночі і північному сході виходить до Північного Льодовитого та Атлантичного океанів.
Поверхня полого-хвиляста, переважні висоти 200—400 м. Східна частина височини (півострів Лабрадор) більш піднята, біля узбережжя має гористий рельєф: гори Торнгат (до 1621 м), інша піднесена ділянка (до 1100 м) розташовується північніше річки Св. Лаврентія. Складена гнейсами, сланцями, гранітами, діоритами архейского і протерозойского віку.
В плейстоцені Лаврентійська височина повністю покривалася льодовиковим щитом потужністю до 3000 м. (Лаврентійський льодовиковий щит) Льодовикові форми представлені горбистими моренними рівнинами, поясами друмлінів, пасмами озер. Великі площі корінних порід несуть сліди льодовикової обробки (кучеряві скелі, баранячі лоби), заледеніння трансгресіями океану, що охоплювали головним чином окраїнні частини Лаврентійської височини. З трансгресіями пов'язано утворення численних озер, які заповнили вириті льодовиком озерні ванни.

## Гідрографія
Річкова мережа густа, але слабо розвинена. Найбільші річки: Черчилл, Коксоак, Нельсон, Бак, Коппермайн, Манікуаган. Багато озер, найбільші з них — Оленяче, Дубонт, Ніпігон. Річки швидкі, порожисті, більшість з них є протоками, що з'єднують озера. Для річок характерне бурхлива весняна повінь, тривалість льодоставу 6-7 місяців.

## Клімат
Лаврентійська височина розташована у смузі помірного і субарктичного клімату. Зима тривала, на сході з рясними снігопадами. Літо коротке, прохолодне (вплив покритої кригою Гудзонової затоки і холодної Лабрадорської течії). Повсюдно поширені багаторічномерзлі ґрунти.

## Флора і фауна
З півночі на південь змінюються зони тундри, лісотундри і тайги. Для тундрової зони, що займає північну третину Лаврентійської височини, характерні мохово-лишайникові і осокові, а також чагарникові асоціації з карликової берези, багно й інших рослин на тундрово-глейових і болотних ґрунтах. Південніше тундрової зони розташовуються лісотундри і рідколистяні північнотайгові ліси. Південна частина Лаврентійської височини вкрита густими, хвойними лісами тайгового типу на підзолистих ґрунтах.
Для тундри характерні північний олень (карібу), песець, лемінг, полярний вовк. З птахів представлені полярна куріпка, полярна сова. У тайзі звичайні лось, лісовий олень, чорний ведмідь, куниця, скунс, бобер, норка, ондатра.